# Lijst van rijksmonumenten in Simpelveld (gemeente)
De gemeente Simpelveld telt 48 inschrijvingen in het rijksmonumentenregister. Hieronder een overzicht.

## Baneheide
De plaats Baneheide telt 4 inschrijvingen in het rijksmonumentenregister.
| Object                                                                              | Oorspronkelijke functie? | Bouwjaar               | Architect | Locatie      | Coördinaten?                 | Nr.?  | Afbeelding        |
| ----------------------------------------------------------------------------------- | ------------------------ | ---------------------- | --------- | ------------ | ---------------------------- | ----- | ----------------- |
| Hoeve in haakvorm gebouwd uit kalkbreuksteen en baksteen met fragmenten van vakwerk | Boerderij                | 1787                   |           | Baneheide 22 | 50° 49' 5" NB, 5° 58' 35" OL | 33595 | Meer afbeeldingen |
| Hoeve om gesloten binnenplaats uit kalkbreuksteen en baksteen                       | Boerderij                | 18e eeuw               |           | Baneheide 24 | 50° 49' 6" NB, 5° 58' 32" OL | 33596 | Meer afbeeldingen |
| Hoeve met binnenplaats                                                              | Boerderij                | laatste kwart 18e eeuw |           | Baneheide 31 | 50° 49' 6" NB, 5° 58' 29" OL | 33617 | Meer afbeeldingen |
| Groot woonhuis met verdieping en zadeldak evenwijdig met grote vakwerkschuur        | Boerderij                | 1820 (ankers)          |           | Baneheide 28 | 50° 49' 7" NB, 5° 58' 27" OL | 33618 | Meer afbeeldingen |

## Bocholtz
De plaats Bocholtz telt 12 inschrijvingen in het rijksmonumentenregister. Zie Lijst van rijksmonumenten in Bocholtz voor een overzicht.

## Bocholtzerheide
De plaats Bocholtzerheide telt 1 inschrijving in het rijksmonumentenregister.
| Object                                  | Oorspronkelijke functie? | Bouwjaar | Architect | Locatie          | Coördinaten?                 | Nr.?  | Afbeelding        |
| --------------------------------------- | ------------------------ | -------- | --------- | ---------------- | ---------------------------- | ----- | ----------------- |
| Vakwerkhuis op rechthoekige plattegrond | Woonhuis                 | ca. 1750 |           | Baneheiderweg 36 | 50° 49' 1" NB, 5° 59' 20" OL | 46893 | Meer afbeeldingen |

## Bosschenhuizen
De plaats Bosschenhuizen telt 3 inschrijvingen in het rijksmonumentenregister.
| Object                     | Oorspronkelijke functie? | Bouwjaar                      | Architect | Locatie               | Coördinaten?                  | Nr.?  | Afbeelding                 |
| -------------------------- | ------------------------ | ----------------------------- | --------- | --------------------- | ----------------------------- | ----- | -------------------------- |
| Wegkruis met houten corpus | Gedenkteken              | eerste helft negentiende eeuw |           | Bosschenhuizen bij 13 | 50° 50' 9" NB, 5° 57' 28" OL  | 33610 | Wegkruis met houten corpus |
| Hoeve met binnenplaats     | Boerderij                | 1759/1789                     |           | Bosschenhuizen 20     | 50° 50' 10" NB, 5° 57' 30" OL | 33611 | Meer afbeeldingen          |
| Hoeve met binnenplaats     | Boerderij                | 1773/1774                     |           | Bosschenhuizen 21     | 50° 50' 10" NB, 5° 57' 30" OL | 33612 | Meer afbeeldingen          |

## Simpelveld
De plaats Simpelveld telt 28 inschrijvingen in het rijksmonumentenregister. Zie Lijst van rijksmonumenten in Simpelveld (plaats) voor een overzicht.
Beek ·
Beekdaelen ·
Beesel ·
Bergen ·
Brunssum ·
Echt-Susteren ·
Eijsden-Margraten ·
Gennep ·
Gulpen-Wittem ·
Heerlen ·
Horst aan de Maas ·
Kerkrade ·
Landgraaf ·
Leudal ·
Maasgouw ·
Maastricht ·
Meerssen ·
Mook en Middelaar ·
Nederweert ·
Peel en Maas ·
Roerdalen ·
Roermond ·
Simpelveld ·
Sittard-Geleen ·
Stein ·
Vaals ·
Valkenburg aan de Geul ·
Venlo ·
Venray ·
Voerendaal ·
Weert